# Стахлев
Стахлев (пол. Stachlew) — село в Польщі, у гміні Лишковиці Ловицького повіту Лодзинського воєводства.
Населення — 838 осіб (2011).
У 1975-1998 роках село належало до Скерневицького воєводства.

## Демографія
Демографічна структура станом на 31 березня 2011 року:
|          | Загалом | Допрацездатний вік | Працездатний вік | Постпрацездатний вік |
| -------- | ------- | ------------------ | ---------------- | -------------------- |
| Чоловіки | 403     | 71                 | 282              | 50                   |
| Жінки    | 435     | 89                 | 228              | 118                  |
| Разом    | 838     | 160                | 510              | 168                  |